# Sergio Guerri

Kardinalswappen von Sergio Guerri

Sergio Kardinal Guerri (* 25. Dezember 1905 in Tarquinia, Provinz Viterbo, Italien; † 15. März 1992 im Vatikanstaat) war ein Kurienkardinal der römisch-katholischen Kirche.

## Leben
Sergio Guerri studierte die Fächer Philosophie und Katholische Theologie in Montefiascone und Rom. Er empfing am 30. März 1929 das Sakrament der Priesterweihe und trat nach Beendigung weiterführender Studien in die Dienste des Päpstlichen Athenaeums De Propaganda Fide. 1940 erhielt er den Ehrentitel eines Päpstlichen Geheimkämmerers, von 1941 bis 1946 arbeitete er als Offizial des Instituts für Religiöse Arbeiten. 1948 ernannte ihn Papst Pius XII. zum Pro-Sekretär, 1952 zum Sekretär für die Verwaltung des Vermögens des Heiligen Stuhls.
1960 berief Papst Johannes XXIII. Sergio Guerri zum Sekretär des Sekretariates für die Vorbereitung des Zweiten Vatikanischen Konzils, 1961 ernannte er ihn zum Beauftragten für Besondere Verwaltungsangelegenheiten des Heiligen Stuhls. Von 1960 bis 1965 fungierte Sergio Guerri als handlungsbevollmächtigter Sekretär des Zweiten Vatikanischen Konzils.
Im April 1969 ernannte ihn Papst Paul VI. zum Titularerzbischof von Trebia. Die Bischofsweihe empfing Sergio Guerri am 27. April 1969 durch Kardinalstaatssekretär Amleto Giovanni Cicognani; Mitkonsekratoren waren Joseph Mark McShea, Bischof von Allentown, und Plinio Pascoli, Weihbischof im Bistum Rom.
Am 28. April 1969 wurde Sergio Guerri als Kardinaldiakon mit der Titeldiakonie Santissimo Nome di Maria al Foro Traiano in das Kardinalskollegium aufgenommen. 1979 optierte er unter Beibehaltung seiner Titeldiakonie, die pro hac vice zur Titelkirche erhoben wurde, in die Kardinalsklasse der Kardinalpriester. Er leitete bis 1981 als Pro-Präsident die Päpstliche Kommission für den Staat der Vatikanstadt.
Am 15. März 1992 starb er im Vatikan und wurde in der Kapelle seiner Familie auf dem Friedhof von Tarquinia beigesetzt.